# Flughafen Vitoria

i7
i11
i13
Der Flughafen Vitoria (spanisch Aeropuerto de Vitoria, baskisch Gasteiz-Foronda aireportua; IATA-Code: VIT, ICAO-Code: LEVT) ist der Verkehrsflughafen in Vitoria, in der Autonomen Gemeinschaft Baskenland im Norden Spaniens.

## Lage und Verkehrsanbindung
Der Flughafen liegt stadtnah im Nordwesten im Stadtteil Foronda und ist direkt an das Autobahnnetz angeschlossen. Er wird durch Busse mit dem Busbahnhof von Vitoria verbunden.

## Geschichte
Der heutige Flughafen ist bereits der dritte Standort eines Flugplatzes Vitorias.
Der erste Flugplatz befand sich seit den 1920er Jahren in Lacua, wo es diverse Flugtage gab und sich auch Spaniens erste Flugschule befand, initiiert vom französischen Flugpionier Leonce Garnier. Ein neuer Flughafen in Zalburu entstand kurz vor dem Spanischen Bürgerkrieg 1935 im Nordosten des Stadtzentrums, er wurde nach José Martínez Aragón benannt. Der Flugplatz wurde 1937 neuer Endpunkt der von Iberia bedienten Route Tetuán-Sevilla-Cáceres-Salamanca-Burgos, all diese Städte gehörten damals schon zum von den Nationalen eroberten Gebiet.
Beide Plätze dienten während des Krieges zeitweise auch der deutschen Legion Condor als Einsatzort. Auch beim Luftangriff auf Gernika kamen Flugzeuge zum Einsatz, die in Vitoria stationiert waren. Hierbei handelte es sich u. a. um Bf-109 der 2. Staffel der Jagdgruppe 88 (2/J88), die zwischen März und Anfang Juli 1937 von Vitoria aus operierten. Zusätzlich waren, von Ávila kommend, die Betriebskompanien Luftfahrzeuggruppe und Luftpark (P/88) vom Frühjahr bis Spätsommer 1937 in Vitoria stationiert. Den Rest des Krieges waren sie in Virgen del Camino beheimatet.
Nach dem Krieg wurde der Flughafen nach General Mola benannt, es dauerte jedoch bis 1946, bis es wieder zivile Flüge gab. Der Flughafen wurde kurz danach jedoch zwei Jahre für zivile Flüge geschlossen, dies war erneut zwischen 1957 und 1966 der Fall.
Um 1970 begannen Überlegungen der Aufnahme regulärer Flugverbindungen. Da die Infrastruktur in Zalburu hierfür nicht geeignet erschien, entschloss man sich 1972 zu einem erneuten Ortswechsel. Der Bau am Standort Foranda begann vier Jahre später und am 16. Februar 1980 wurde der neue Flughafen eröffnet. Bereits sechs Wochen später eröffnete Iberia am 6. April 1980 die Strecke nach Madrid.
Früh hat man sich als Frachtflughafen positioniert, der aufgrund seiner längsten und am besten ausgestatteten Start- und Landebahn im Baskenland von den größten Frachtflugzeugen angesteuert werden kann.

## Flughafenanlagen

### Start- und Landebahn
Die Start- und Landebahn trägt die Kennung 04/22, ist 3.500 Meter lang, 45 Meter breit und hat einen Belag aus Beton.

### Passagierterminal
Das Passagierterminal des Flughafens hat eine Kapazität von 700.000 Passagieren pro Jahr. Es ist mit drei Flugsteigen ausgestattet.

## Fluggesellschaften und Ziele
Ab Vitoria werden Ziele in Belgien, Italien und Spanien angeflogen. Größte und einzige Fluggesellschaft ist Ryanair. 
Hinzu kommen einige Frachtfluggesellschaften, insbesondere die der bekannten Logistikunternehmen.
Passagierdienste nach Vitoria bot zeitweise auch Air Nostrum unter der Marke Iberia Regional für Iberia an. Air Nostrum stellte die Flüge jedoch zwischenzeitlich ein.

## Verkehrszahlen
| Jahr  | Fluggastaufkommen | Luftfracht (Tonnen) | Flugbewegungen |
| ----- | ----------------- | ------------------- | -------------- |
| 2024* | 263.328           | 70.490              | 13.846         |
| 2023  | 309.929           | 71.695              | 14.187         |
| 2022  | 235.361           | 73.633              | 13.347         |
| 2021  | 128.362           | 72.529              | 12.681         |
| 2020  | 43.757            | 64.335              | 10.317         |
| 2019  | 174.024           | 64.471              | 10.798         |
| 2018  | 140.903           | 62.145              | 9.755          |
| 2017  | 84.261            | 60.479              | 8.435          |
| 2016  | 36.902            | 52.136              | 6.693          |
| 2015  | 11.182            | 46.372              | 6.840          |
| 2014  | 7.073             | 42.161              | 5.890          |
| 2013  | 6.912             | 37.482              | 5.395          |
| 2012  | 24.389            | 34.648              | 6.858          |
| 2011  | 28.211            | 34.692              | 7.582          |
| 2010  | 42.073            | 27.961              | 6.742          |
| 2009  | 39.933            | 27.388              | 9.490          |
| 2008  | 67.818            | 34.990              | 12.225         |
| 2007  | 173.878           | 31.359              | 12.266         |
| 2006  | 173.605           | 31.576              | 12.351         |
| 2005  | 91.594            | 34.786              | 11.578         |
| 2004  | 95.094            | 43.683              | 12.927         |
| 2003  | 102.328           | 40.156              | 13.291         |
| 2002  | 98.962            | 42.425              | 13.568         |
| 2001  | 129.102           | 36.309              | 14.873         |
| 2000  | 124.941           | 35.610              | 15.909         |

* 2024: Vorläufige Daten

## Zwischenfälle
- Am 19. Mai 1995 vergaß die Besatzung einer Convair CV-580 der spanischen Swiftair (Luftfahrzeugkennzeichen EC-899), vor der Landung auf dem Flughafen Vitoria das Fahrwerk auszufahren. Demzufolge kam es auf dem Trainingsflug zu einer Bauchlandung. Das Flugzeug wurde irreparabel beschädigt. Alle vier Besatzungsmitglieder, die einzigen Insassen, überlebten den Unfall. Die Maschine war 1956 als OO-SCM an Sabena ausgeliefert worden.[7]